# Ormenophlebia imperatrix
Ormenophlebia imperatrix là loài chuồn chuồn trong họ Calopterygidae. Loài này được McLachlan mô tả khoa học đầu tiên năm 1878.